# Kurów (gmina w województwie łódzkim)
Kurów – dawna gmina wiejska istniejąca do 1954 roku w woj. łódzkim. Siedzibą władz gminy był Kurów.
W okresie międzywojennym gmina Kurów należała do powiatu wieluńskiego w woj. łódzkim. Po wojnie gmina zachowała przynależność administracyjną. Według stanu z dnia 1 lipca 1952 roku gmina składała się z 5 gromad: Dąbrowa, Gaszyn, Kurów, Rychłowice i Turów.
Jednostka została zniesiona 29 września 1954 roku wraz z reformą wprowadzającą gromady w miejsce gmin. Po reaktywowaniu gmin z dniem 1 stycznia 1973 roku gminy Kurów nie przywrócono, a jej dawny obszar wszedł głównie w skład nowej Wieluń.